# Gliscom Butrew

Gliscom Butrew est un court métrage français de Sotha sorti en 1974, auquel ont collaboré quelques membres du Café de la gare.

## Histoire
À travers un langage imaginaire ressemblant à du « chewing gum » (fausse langue à l'accent prononcé), cette comédie loufoque est sous-titrée en français.
Le titre signifie « Y a pas de beurre ? ». C'est une tranche de vie d'un groupe de jeunes gens des années 1970, qui se réunissent dans une roulotte et attendent un retardataire, alors que la faim les tenaille.

## Distribution
- Myriam Mézières : Nat
- Patrick Dewaere : Bleed
- Romain Bouteille : Hugues
- Philippe Manesse : Jeremy
- Jean-Michel Haas : String